# مرکز ترابری خیابان گرانت
مرکز ترابری خیابان گرانت (انگلیسی: Grant Street Transportation Center) یک ایستگاه اتوبوس بین شهری در مرکز شهر پیتسبرگ است.